# И-1723

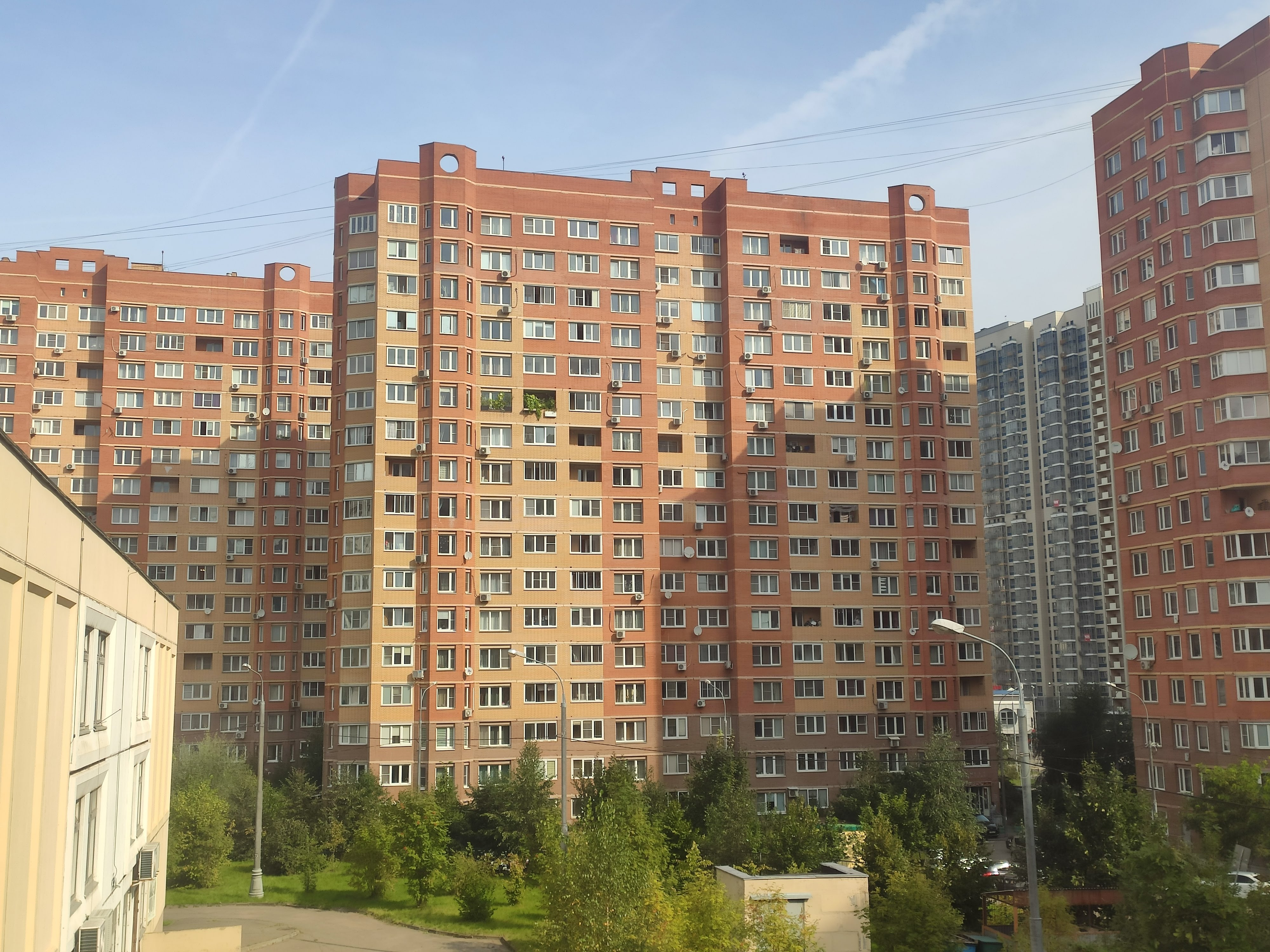
И1723 в Павшинской пойме

И-1723 — панельно-кирпичная типовая серия жилых домов, разработанная Конструкторским бюро им. А. А. Якушева. Возводится с 2000 года по настоящее время. Особенно широко распространена в Московской области, реже встречается в самой Москве.

## Описание

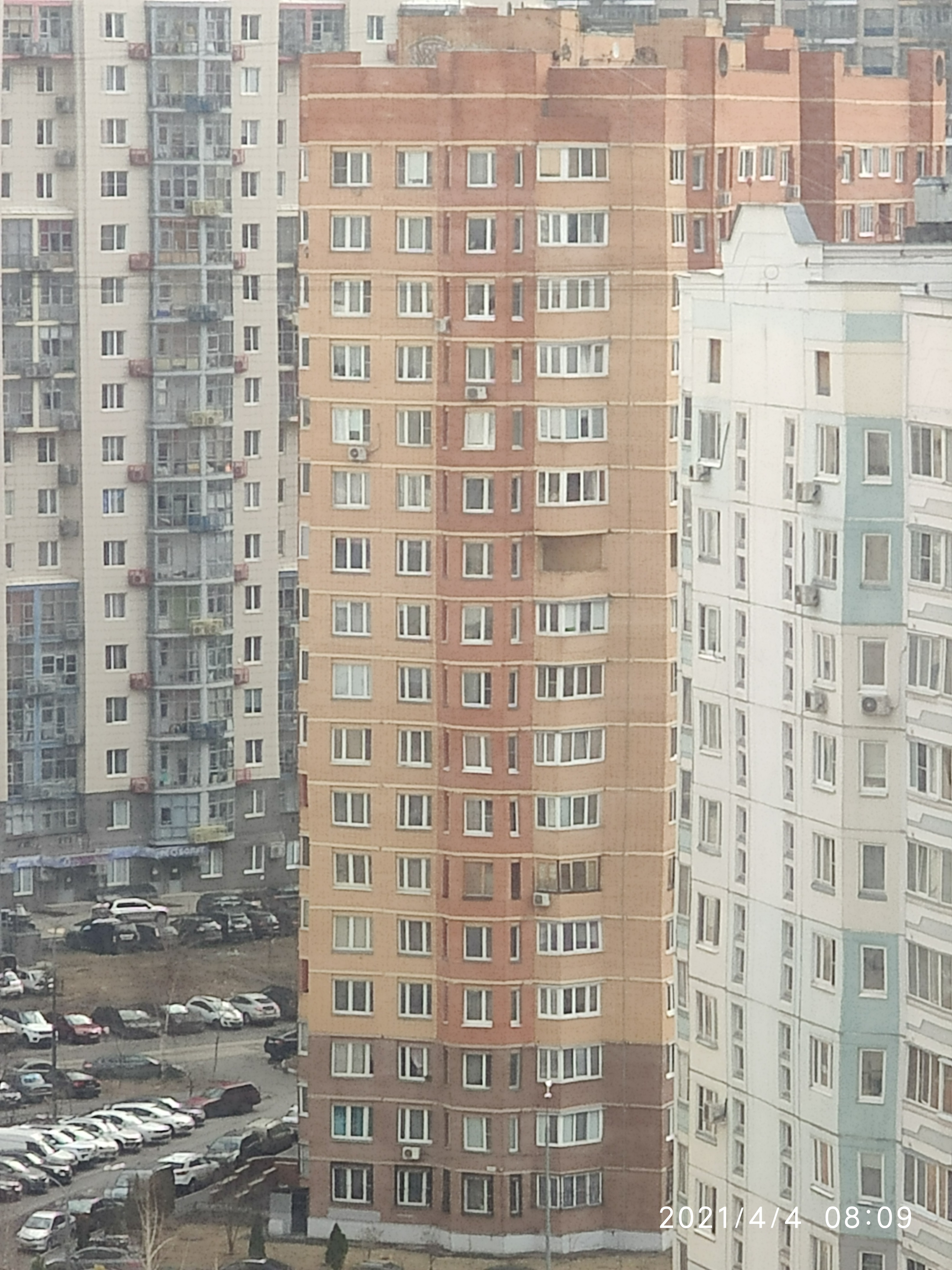
И1723 (другой угол)

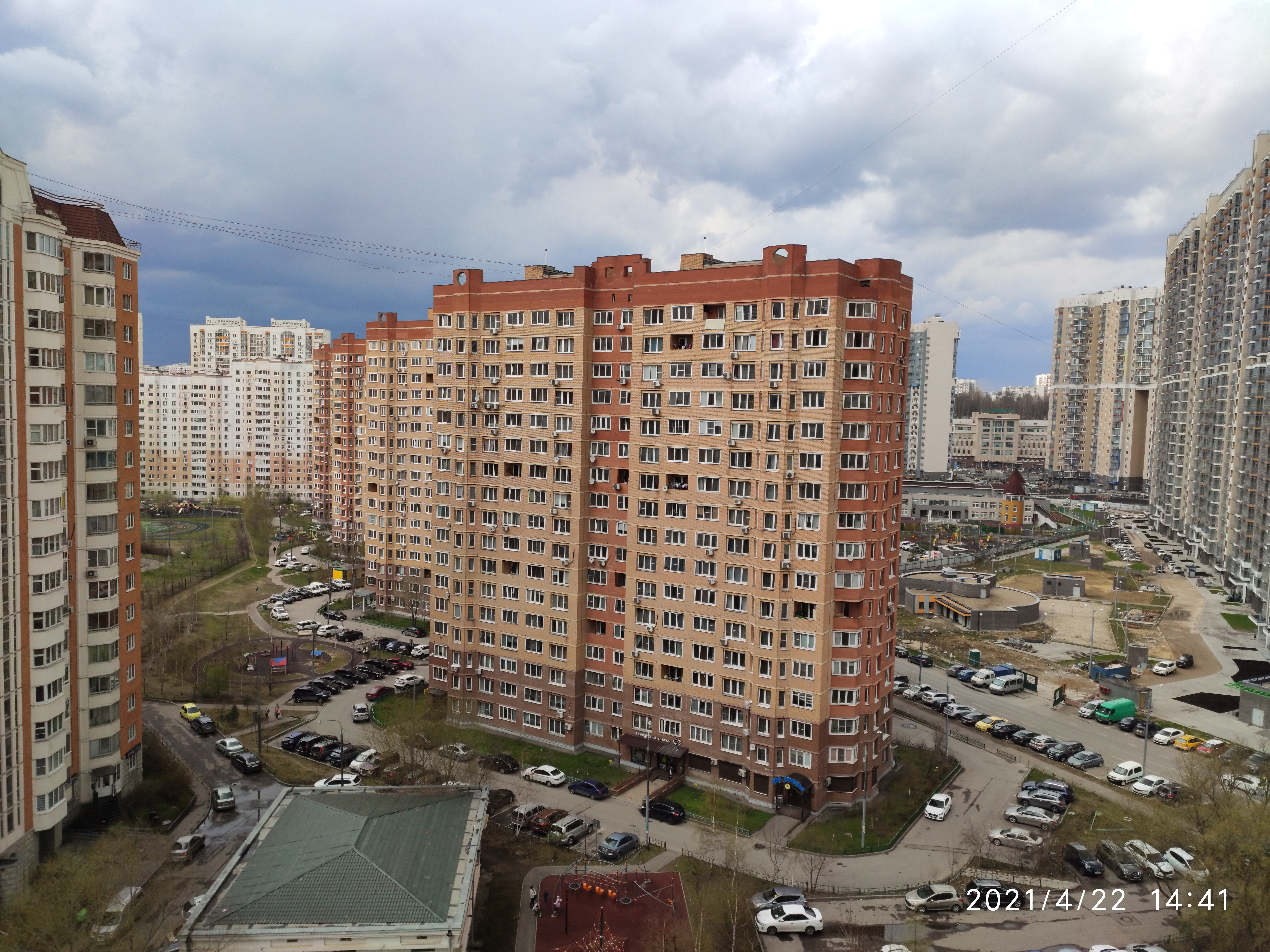
Павшинская пойма

Отличительной особенностью данной серии является достаточно нестандартное для панельных домов сочетание внутренней стеновой конструктивной схемы из железобетонных панелей и наружных кирпичных стен с поэтажным опиранием. Устройство наружных стен из кирпича с утеплителем, а не навесных панелей, позволяет избежать разгерметизацию стыков, повышает теплоизоляционные свойства ограждающих конструкций. Несмотря на значительные по сравнению с чисто панельными зданиями трудозатраты по возведению наружных стен, дом данной серии за счет быстрого монтажа внутренних железобетонных панелей возможно построить всего за год, что делает такое конструктивное решение не только качественным, но и не дорогим.
Жилые дома серии И-1723 относятся к так называемым ширококорпусным домам (ШКД), то есть шаг между несущими стенами по сравнению с обычными панельными домами увеличен до 3-4,2 метров. За счет этого решения в здании получаются относительно большие площади комнат и квартир, более приспособленные к современным условиям комфортного проживания, чем обычные панельные серии.
Так как внутренний каркас здания выполнен из сборных железобетонных панелей, то внутри квартир практически все стены являются несущими, что значительно ограничивает собственников квартир в возможностях изменения планировки квартиры под свои нужды.

## Основные характеристики
| Планировочное решение         | Панельные дома с наружными стенами из кирпича с поэтажным опиранием на перекрытия                                                                   |
| Количество секций (подъездов) | 1 и более |
| Этажность                     | 14—17 |
| Высота жилых помещений        | 2,70 м |
| Лифты                         | 2 лифта: пассажирский и грузопассажирский |
| Балконы                       | Лоджии во всех квартирах, эркеры в 2- и 3-комнатных квартирах                                                                                       |
| Количество квартир на этаже   | 4, 5, 6 |
| Санузлы                       | В однокомнатных квартирах совмещённый, в двухкомнатных раздельный, в трехкомнатных два санузла — совмещённый и дополнительный туалет с умывальником |

## Площади квартир
| Комнатность          | Общая, м² | Жилая, м² | Кухня, м² |
| 1-комнатная квартира | 41—45     | 20—23     | 10,4—11   |
| 2-комнатная квартира | 62—78     | 31—39     | 10—12,3   |
| 3-комнатная квартира | 80—96     | 45—55     | 10—13,9   |

## Строительные конструкции
| Лестницы                 | Сборные железобетонные с выходом на общую лоджию |
| Мусоропровод             | С загрузочным клапаном на каждом этаже |
| Наружные стены           | Трёхслойные, выполнены из керамического кирпича на цементно-песчаном растворе с прослойкой из эффективного утеплителя (ПСБ), общая толщина стен — 520 мм |
| Внутренние стены         | Сборные железобетонные панели толщиной 18 см |
| Межкомнатные перегородки | Кирпичные толщиной в 120 мм, либо из гипсобетонных плит толщиной 80 мм                                                                                   |
| Лоджии и балконы         | Лоджии во всех квартирах (в большинстве случаев остекляются застройщиком), эркеры в 2- и 3-комнатных квартирах                                           |
| Тип кровли               | Плоская рулонная |

## Примечание
1. ↑  Т. Г. Маклакова, С. М. Нанасова. Конструкции гражданских зданий. — М.: АВС, 2000.